# Udavač (film)
Udavač (v originále Le Cousin) je francouzský hraný film z roku 1997, který režíroval Alain Corneaue. Snímek měl světovou premiéru dne 3. prosince 1997.

## Děj
Gérard Delvaux je bezskrupulózní policista. Jeho informátorem je Lahcene Ait Abdelrahmane zvaný Nounours. Informátoři z řad obchodníků s drogami se snaží realizovat svůj byznys navzdory náhlé sebevraždě Delvauxova kolegy Philippa, podezřelého z korupce a obchodu s drogami, a hrozící žalobě soudkyně Lambertové, které se snaží Nounours všemi prostředky vyhnout. Jak je situace čím dál ožehavější a už neexistuje žádné východisko, Delvaux dostane nápad využít Nounours k rozkrytí obchodu s drogami, který vedou afričtí diplomaté s podporou jejich vojenského poradce.

## Obsazení
| Patrick Timsit       | Nounours         |
| Alain Chabat         | Gérard Delvaux   |
| Samuel Le Bihan      | Francis          |
| Caroline Proust      | Fanny            |
| Mehdi El Glaoui      | Jeannot          |
| Christophe Peyroux   | Michel           |
| Marie Trintignantová | soudkyně Lambert |
| Agnès Jaoui          | Claudine Delvaux |
| Fabienne Tricottet   | Nathalie         |
| Philippe Magnan      | Donnadieu        |
| Kevin Goffette       | Stéphane         |
| Audrey Alexandre     | Soraya           |
| Albane Alexandre     | Emilie           |
| Jean-Michel Noirey   | Philippe         |
| Pascale Vignal       | Sylvie           |